# Arendal
 je mesto in hkrati občina na Norveškem; nahaja se v administrativni regiji Aust-Agder. Je administrativno središče občine, geografsko pa pripada regiji Sørlandet. 